# Ивановская клиническая больница имени Куваевых
Ивановская клиническая больница имени Куваевых расположена в городе Иваново. Ивановское областное бюджетное многопрофильное учреждение здравоохранения.

## История

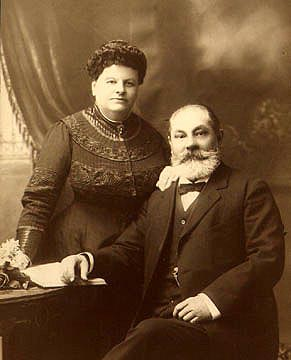
Надежда Харлампиевна и Николай Геннадьевич Бурылины, основатели больницы

В 1907 году супруги Николай Геннадьевич и Надежда Харлампиевна Бурылины подали запрос в городскую думу Иваново-Вознесенска о разрешении на возведение больницы. Городская дума приняла постановление о строительстве 16 августа того же года. Для строительства Надежда Харлампиевна пожертвовала принадлежавший ей участок земли, который она до того сдавала городскому обществу велосипедистов под велотрек.
На строительство больницы Бурылины выделили 300 тысяч рублей; такую же сумму выделили на создание неприкосновенного капитала, проценты с которого должны были идти на содержание лечебного заведения.
Комплекс больничных зданий был возведён из кирпича в течение 1909—1910 годов по проекту архитектора Напалкова, и 17 апреля 1910 года больница, названная в честь родителей Надежды Харлампиевны (урождённой Куваевой), Харлампия Ивановича и Екатерины Осиповны Куваевых, была торжественно открыта. Куваевская больница стала первой в городе, построенной полностью на частные средства. 7 июня того же года супруги Бурылины за строительство больницы были удостоены звания почетных граждан Иваново-Вознесенска.
Ансамбль зданий больницы включал, помимо главного корпуса, дом врачей, баню-прачечную, караульню, кухонный корпус, служебный корпус с автоклавной, часовню-покойницкую и ограду с воротами. Всё построено способом лицевой кладки кирпича. Больница была рассчитана на стационарное размещение 80 больных.
Одним из первых главных врачей больницы был Николай Александрович Фролов, в честь которого Жарковский переулок в Иваново-Вознесенске в 1927 году был переименован в улицу Фролова; в том же году Куваевской больнице также было присвоено его имя.
В 1929 году больница была переименована во 2-ю городскую клиническую.
В годы Великой Отечественной войны здесь работал госпиталь для долечивания раненых; также в эти годы здесь была открыта областная служба крови.
В 2003 году здание караульни при больнице было перестроено в часовню Происхождения Честных Древ Креста Господня по проекту архитектора Алмаева.
1 января 2012 года больница получила новое имя — Ивановская клиническая больница имени Куваевых.

## Современное состояние
По состоянию на 2015 год больница обслуживает Октябрьский район Иванова; в её подчинении находятся поликлиники № 2, № 8, № 10, а также филиал в Авдотьине. Больных принимают 144 врача по 23 специальностям. В поликлинических учреждениях больницы есть рентгенологическое, эндоскопическое и ультразвуковое оборудование. Сама больница располагает 78 койками дневного и 120 койками круглосуточного стационара; работают терапевтическое, хирургическое, гериатрическое и реаниматологическое отделения.
На базе больницы работают кафедры поликлинической терапии и эндокринологии, терапии и общей врачебной практики, госпитальной терапии, а также госпитальной хирургии Ивановской государственной медицинской академии.

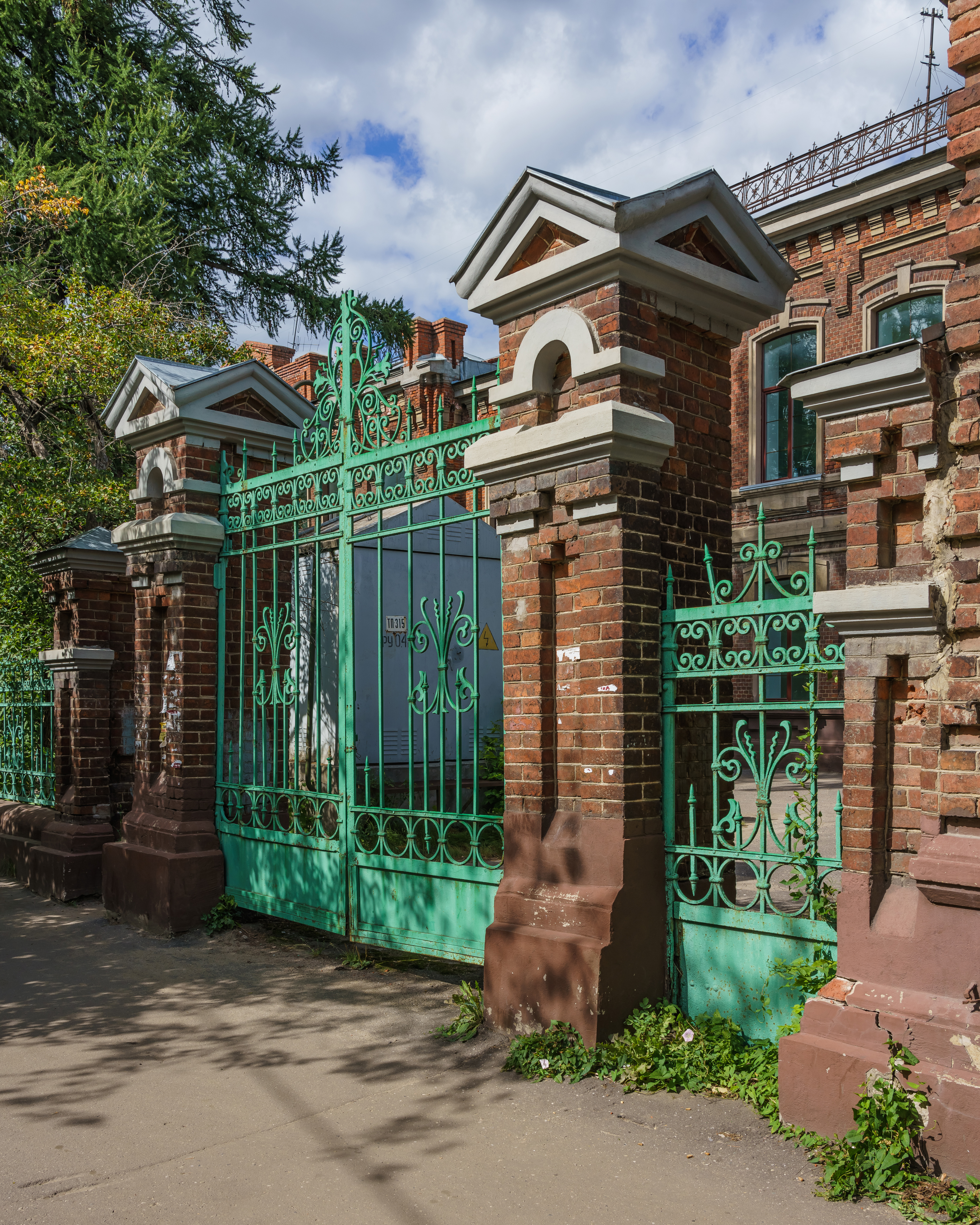
Въездные ворота
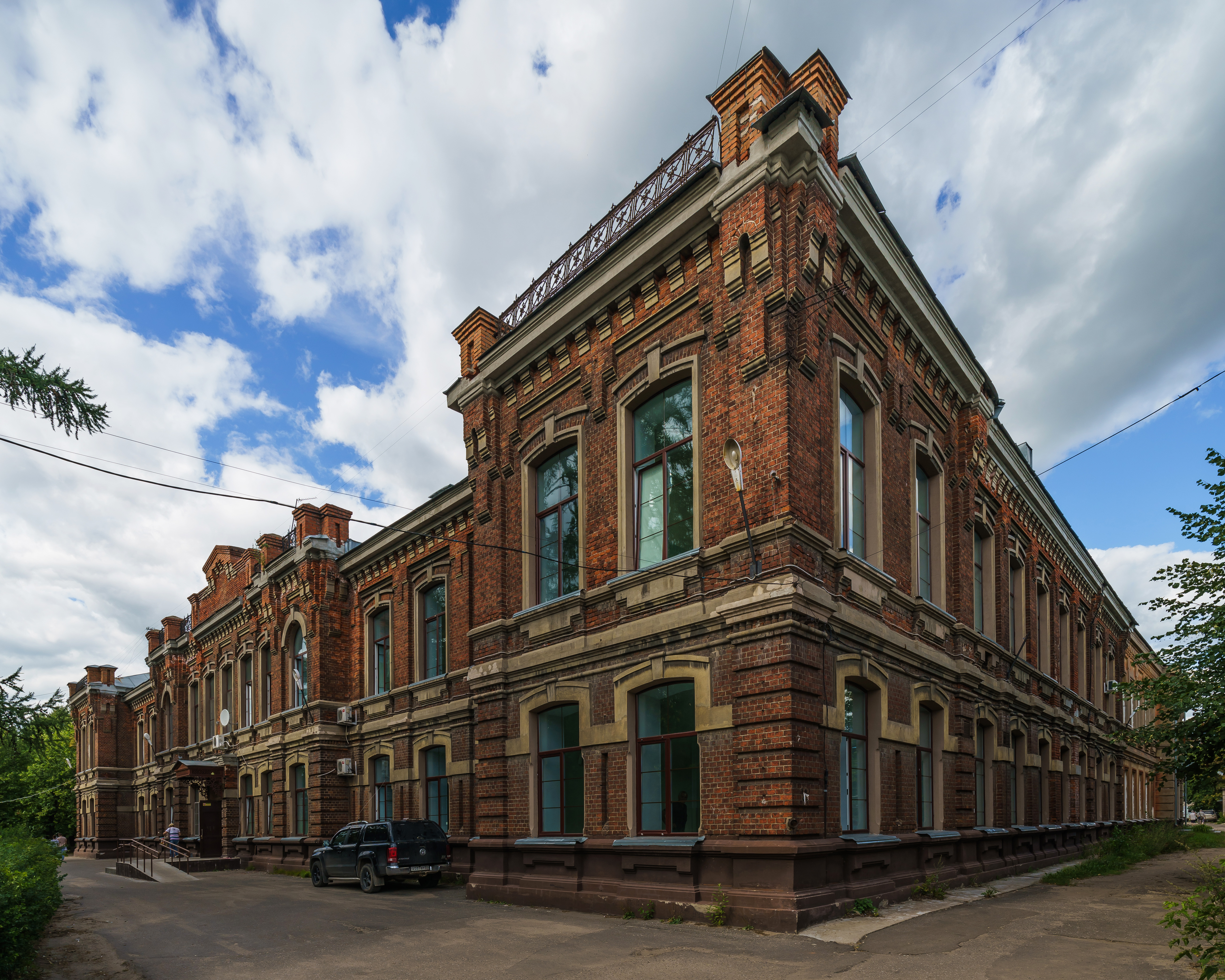
Главный корпус
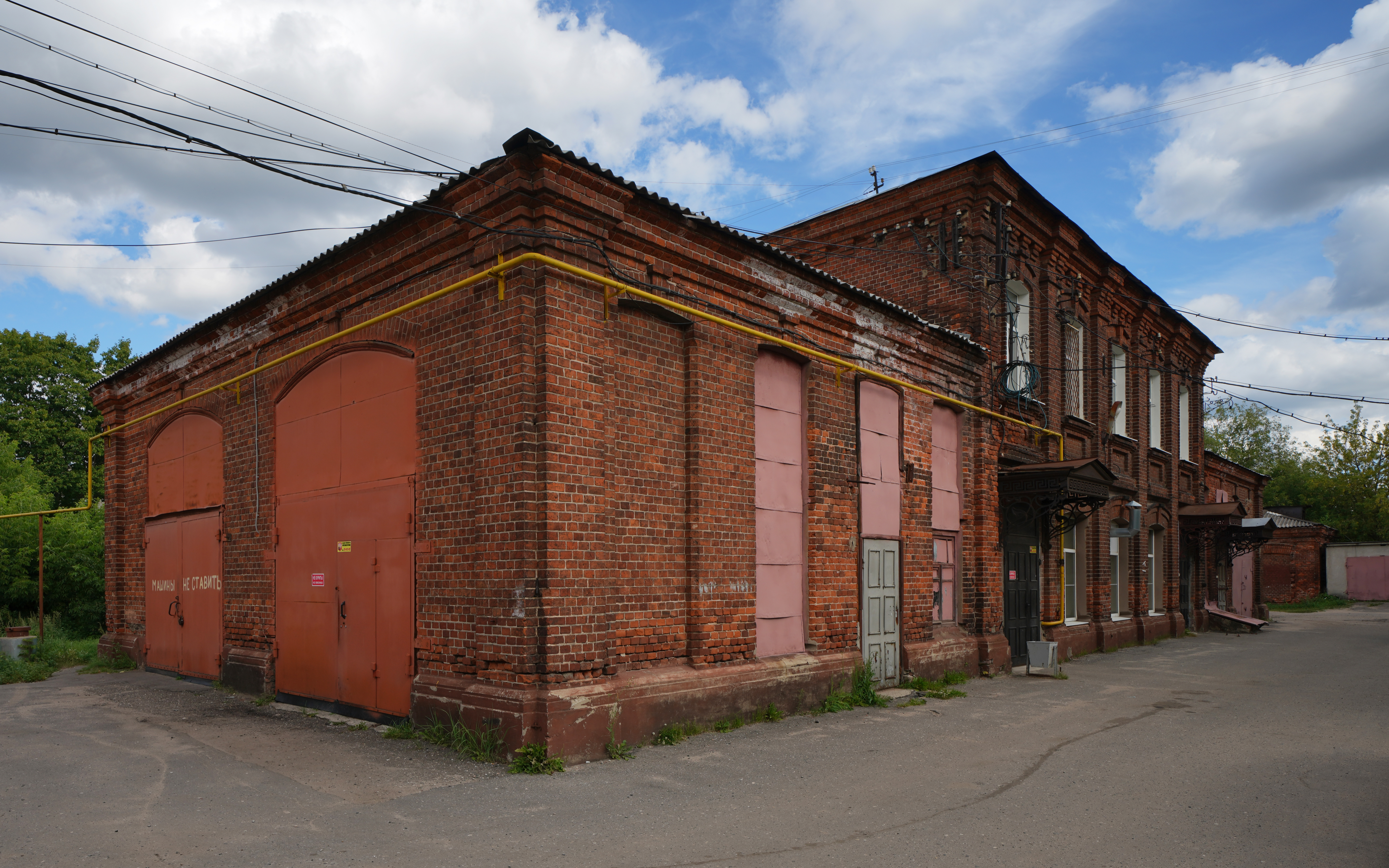
Пищеблок
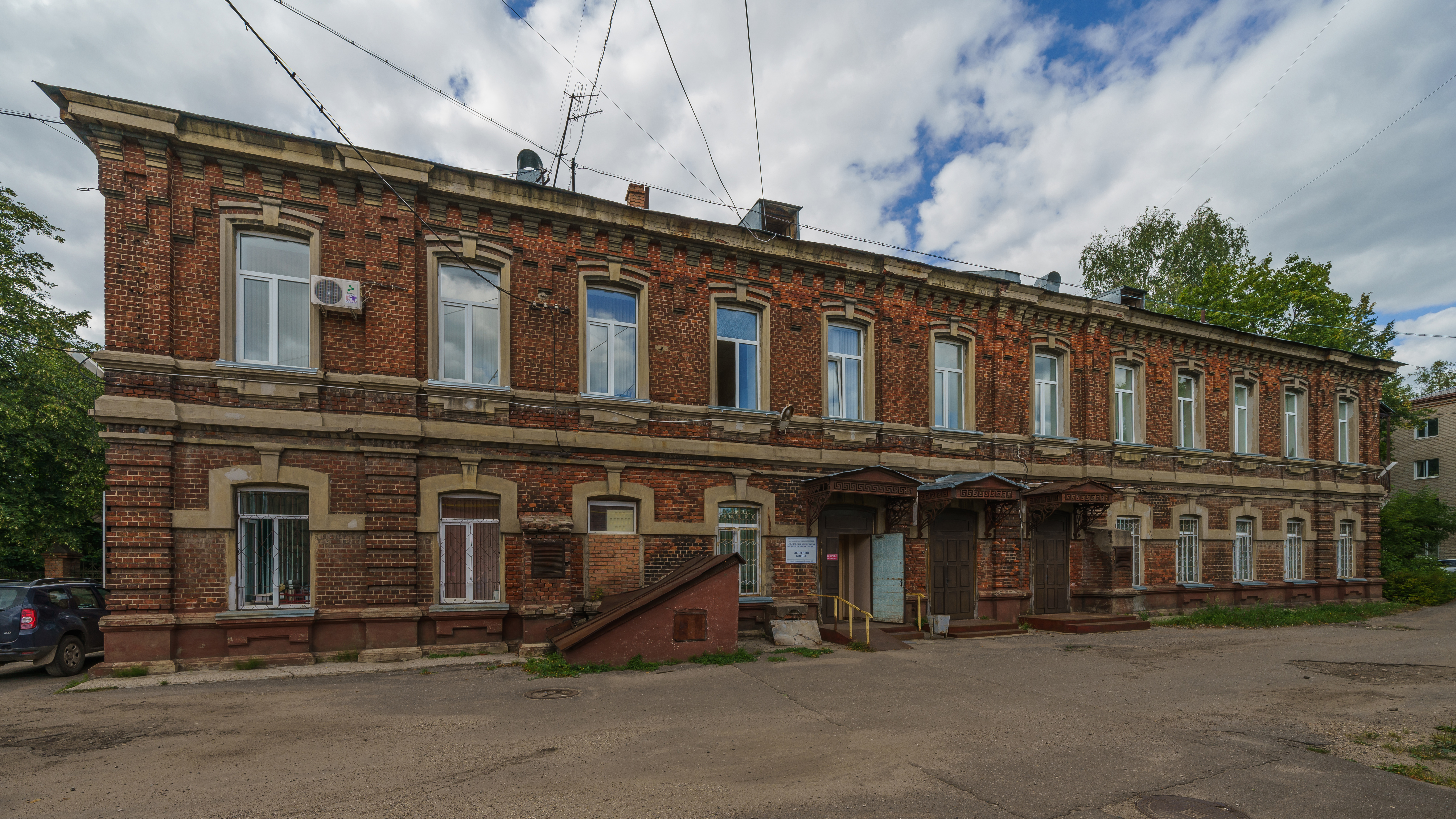
Бывший жилой дом для врачей
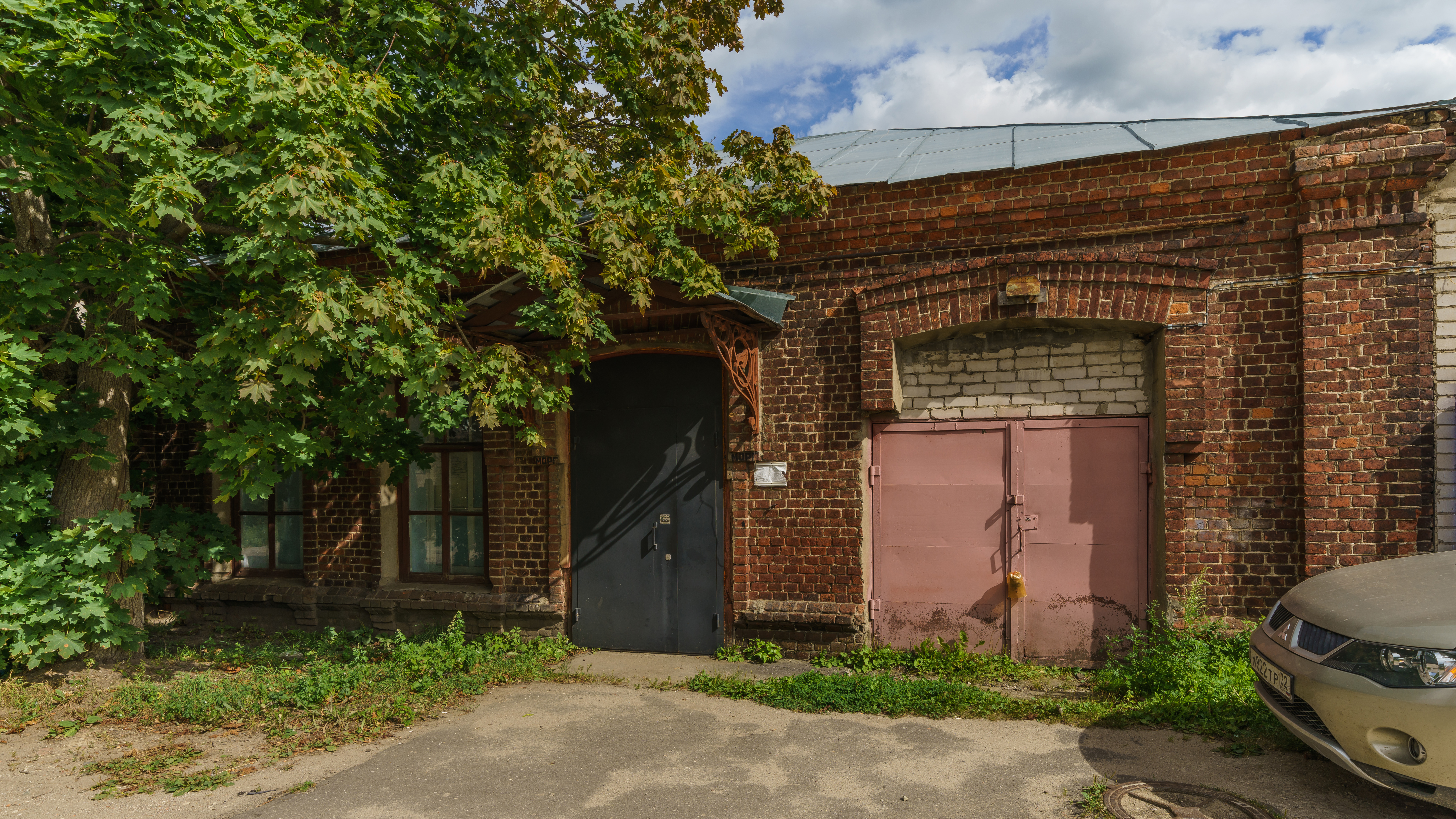
Покойницкая
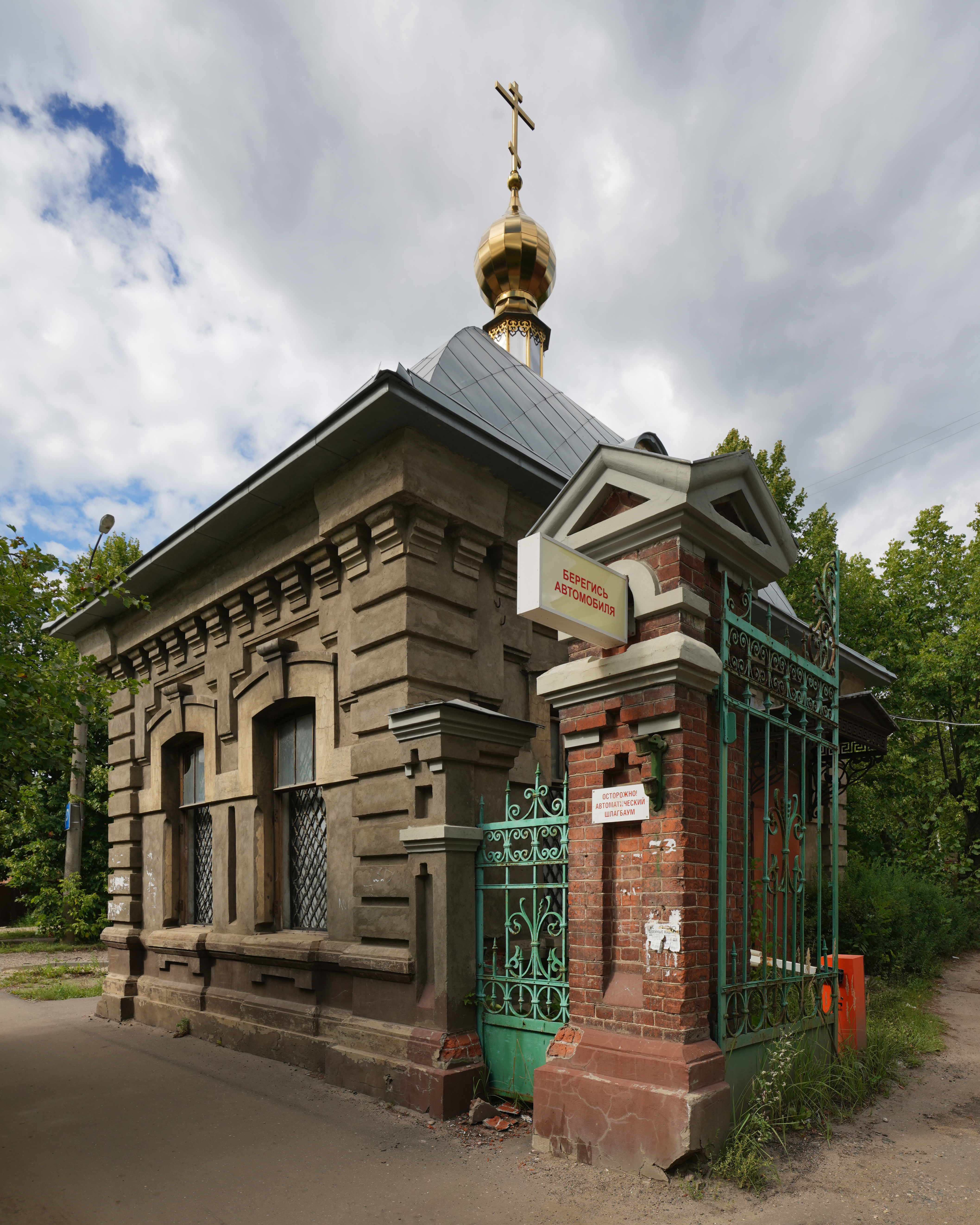
Часовня и выездные ворота